# Condado de Meriwether
O Condado de Meriwether é um dos 159 condados do Estado americano de Geórgia. A sede do condado é Greenville, e sua maior cidade é Greenville. O condado possui uma área de 1 309 km², uma população de 22 534 habitantes, e uma densidade populacional de 17 hab/km² (segundo o censo nacional de 2000). O condado foi fundado em 14 de dezembro de 1827.